# Krndija (Punitovci)
Krndija (njemački: Kerndia) je naselje u općini Punitovci u Osječko-baranjskoj županiji.

## Povijest
Selo je osnovano 1883. Nijemci dolaze na poziv biskupa đakovačkog Josipa Jurja Strossmayera većinom iz Bačke. Novi doseljenici donose sa sobom nova zanatske vještine, a posebno su se iskazali pri isušivanju močvarnoga zemljišta oko rijeke Vuke i pretvaranju u plodne oranice. Počinju graditi kuće s velikim prozorima i vratima zbog prolaska svjetlosti, te s dvorišnim kapijama i širokim šorovima uz drvorede najčešće duda, lipe ili bagrema. Ove stilove gradnje domaće stanovništvo brzo preuzima. Također donose nove biljke, nova jela i prva industrijska postrojenja tipa mlinovi, ciglane, kudeljare, pivovare i dr. Selo brzo napreduje i broj stanovnika sredinom 30-tih godina prošlog stoljeća iznosi oko 1500, a koji žive u 15 ulica. Međuvremenu mještani grade crkvu, školu, veliku salu, upravnu zgradu, a među prvima u ovom dijelu Slavonije imaju i kino dvoranu. Do Drugoga svjetskoga rata Krndija je bila jedno od najvećih naselja na području Hrvatske naseljena Nijemcima. Teška vremena za selo dolaze krajem Drugog svjetskoga rata kada su nove vlasti pripisale kolektivnu krivnju svim pripadnicima njemačke nacionalnosti bez obzira na starost i spol, te je svima oduzeta imovina i sva građanska prava, te su svi deportirani u logore. Na području sela formiran je jugokomunistički Logor Krndija, gdje mnogi mještani umiru zbog nehumanih uvjeta, nedostatka hrane, raznih bolesti uzrokovanih pomanjkanjem higijene, teškog fizičkog rada, hladnoće i dr., te u nekoliko slučajeva ubijanja. Logoraše su pokapali na mjesnom groblju, mnogi i bez nadgrobnih oznaka ili natpisa. Po logoraše dolaze seljaci iz okolnih sela i koriste ih kao radnu snagu za razne poljoprivredne poslove, odnosno iznajmljuju ih za rad i to plaćaju logorskoj upravi. Mnogi seljaci, prema iskazima i sjećanjima logoraša, iskazali su razumijevanje i dali im pomoć u hrani i odjeći. Nakon ukidanja logora u ljeto 1946. preživjeli logoraši koji nisu oslobođeni bivaju prebačeni u druge logore. Oni koji su oslobođeni ostaju raditi na okolnim poljoprivrednim dobrima ili odlaze u Austriju ili Njemačku, a selo koloniziraju novi stanovnici srpske nacionalnosti.
Krndijska crkva Uzvišenja sv. Križa pripada punitovačkoj župi sv. Ladislava kralja, čiji su vjernici Hrvati i Slovaci. Župi pripadaju i filijalne crkve Sv. Mihaela arkanđela u Josipovcu Punitovačkom i crkva Uzvišenja Blažene Djevice Marije u Jurjevcu Punitovačkom. Krndijsku crkvu zbog veličine nazivaju malom katedralom. Sagrađena je 1937. godine. Pri progonu stanovnika Krndije 1945. i 1946. srušena je granatiranjem. Obnovljena je u vrijeme župnikovanja Mate Gašparovića po dobrotvoru Lee Peku,  i blagoslovljenu godine 2003. po biskupu Marinu Srakiću. Nekoliko se puta godišnje okuplja župna zajednica uz redovitu nazočnost pripadnika njemačke zajednice – Zemaljske udruge podunavskih Švaba, ponajviše iz Đakova. Prva krizma u crkvi nakon više od 80 godina održana je 15. rujna 2020. godine.

## Stanovništvo
| broj stanovnika |       |       |       | 1059  | 916   | 1016  | 1151  | 1399  | 420   | 707   | 365   | 291   | 169   | 112   | 96    | 64    | 39    |
|                 | 1857. | 1869. | 1880. | 1890. | 1900. | 1910. | 1921. | 1931. | 1948. | 1953. | 1961. | 1971. | 1981. | 1991. | 2001. | 2011. | 2021. |

## Crkva
1937. završena je izgradnja crkve koja je posvećena Uzvišenju Svetog Križa. Crkva i zvonik su krajem Drugog svjetskog rata teško oštećeni, te je crkva kasnije služila obližnjem poljoprivrednom kombinatu kao skladište za žitarice i umjetno gnojivo. Na poticaj protjeranih nekadašnjih stanovnika njemačke nacionalnosti i nekoliko donatora na čelu s Georgom Pek iz obližnjih Potnjana, crkva je obnovljena 2003. Prvu Sv. misu u obnovljenoj crkvi vodio je mnsg Marin Srakić nadbiskup đakovačko-osječki. Zbog malog broja stanovnika misna slavlja u današnje vrijeme obavljaju se svega nekoliko puta godišnje. Crkva pripada danas katoličkoj župi sv. Ladislava kralja u Punitovcima, te čepinskom dekanatu Đakovačko-osječke nadbiskupije. Crkveni god ili kirvaj slavi se 14. rujna.

## Spomen obilježje
U logoraškom dijelu mjesnog groblja podignuto je spomen obilježje stradalim žrtvama logora Krndija 1945. – 1946., koje je otkriveno 7. listopada 1999.

## Sport
NK Proleter Krndija -djelovao sedamdesetih i osamdesetih godina prošlog stoljeća.

## Ostalo
U selu 1986. snimljen je film "Obećana zemlja" u režiji Veljka Bulajića, s temom dolaska poslijeratnih kolonista i kolektivizacije.